# سيث تارفر
سيث تارفر (بالإنجليزية: Seth Tarver)‏ مواليد 1 يوليو 1988 في سانتا ماريا، هو لاعب كرة سلة أمريكي سابق. بدأ مسيرته الاحترافية في سنة 2010. لعب في دوري كرة السلة الياباني للمحترفين. حمل الرقم 15. يبلغ طوله 6 قدم 5 بوصة (2.0 م). لعب مع أوساكا إفيسا وسايتاما برونكوس.

## روابط خارجية
- سيث تارفر على موقع كرة السلة الأوروبية.كوم (الإنجليزية)
- سيث تارفر على موقع كلية كرة السلة في سبورتس رفرنس.كوم (الإنجليزية)
- سيث تارفر على موقع ريلجم (الإنجليزية)
- سيث تارفر على موقع بروبوليرز (الإنجليزية)
- سيث تارفر على موقع سبورتس رفرنس (الإنجليزية)